# Warren (Michigan)
Pour les articles homonymes, voir Warren.
Warren est une ville située dans l’État américain du Michigan. Sa population est de 138 247 habitants, c'est la troisième ville du Michigan et la banlieue la plus grande de Détroit. 
La ville est un centre d'affaires pour de nombreuses entreprises, dont General Motors. Le Detroit Tank Arsenal a été la première usine à fabriquer des chars d’assaut aux États-Unis entre 1940 et 2000.
Warren est peuplé de personnes d'origine polonaise, italienne, ukrainienne et écossaise d'Ulster. Récemment [Quand ?], sa population afro-américaine a nettement augmenté.  
Le rappeur Eminem a habité Warren dans les années 1980. La ville est montrée dans quelques parties du film 8 Mile.

## Démographie
| Groupe                           | Warren | Michigan | États-Unis |
| -------------------------------- | ------ | -------- | ---------- |
| Blancs                           | 78,4   | 79,0     | 72,4       |
| Afro-Américains                  | 13,5   | 14,2     | 12,6       |
| Métis                            | 2,6    | 2,3      | 2,9        |
| Asiatiques                       | 4,6    | 2,4      | 4,8        |
| Amérindiens                      | 0,4    | 0,6      | 0,9        |
| Autres                           | 0,4    | 1,5      | 6,4        |
| Total                            | 100    | 100      | 100        |
|                                  |        |          |            |
| Hispaniques et Latino-Américains | 2,1    | 4,4      | 16,7       |